# Козенкраниус, Ивар
Ивар Козенкраниус (эст. Ivar Kosenkranius; 10 июня 1937, Пярну — 4 декабря 2019, Таллин) — советский эстонский сценарист, киновед, историк эстонского киноискусства.

## Биография
Родился 10 июня 1937 года.
В 1950 годы выступал как кинокритик в различных газетах Эстонской ССР.
В 1955 поступил на киноведческий факультет ВГИКа, который окончил в 1962 году.
В 1965 году окончил аспирантуру при Институте истории Академии наук Эстонской ССР, защитив кандидатскую диссертацию на тему «История эстонского киноискусства».
Работал старшим редактором киностудии «Таллинфильм», был секретарём правления Союза кинематографистов Эстонской ССР.
Автор сценариев нескольких документальных фильмов и художественного фильма «Цветные сны» (1974).
После 1991 года стал миллионером в качестве акционера одного из банков Эстонии, кинематографией не занимался.
Умер 4 декабря 2019 года. Похоронен на таллинском кладбище Пярнамяэ.

## Киновед
Специалист по истории кинематографа Эстонии, автор статей в газетах и нескольких книг.
Соавтор книги «Киноискусство Советской Эстонии» (Москва, 1966) и автор главы об эстонском кино в четырёхтомной «История советского кино: 1917—1931» (Москва, 1969).
На русском языке публиковался в газете «Советская Эстония», журнале «Искусство кино».